# Сан-Францисская митрополия
Сан-Франци́сская митропо́лия (греч. Ιερὰ Μητρόπολις Ἁγίου Φραγκίσκου, англ. Metropolis of San Francisco) — епархия Американской архиепископии Константинопольской православной церкви на территории штатов США: Калифорния, Аляска, Аризона, Вашингтон, Гавайи, Невада, Орегон.

## История
В 1922 году Патриарх Константинопольский Мелетий (Метаксакис) подчинил своему престолу греческую диаспору в Америке и издал Томос об основании архиепископии для Северной и Южной Америки с центром в Нью-Йорке, включавшую в себя три епископии, в том числе Сан-Францисскую.
В 1930 году самостоятельная Сан-Францисская епархия была упразднена, вместо неё действовало викариатство. Управлявшие им епископы до 1950 года носили титул «Сан-Францисских», в течение следующих тридцати лет, до 1979 года, именовались названиями титулярных древних кафедр, как это нередко практикуется в Константинопольском Патриархате.
7 июня 1979 года, во время переустроения Американской греческой архиепископии, Сан-Францисская епархия снова сделалась самостоятельной и епископ Антоний (Герйаннакис) был настолован с титулом Сан-Францисского.
В сентябре 2002 года Сан-Францисская епархия была возведена в ранг митрополии.

## Архиереи
Сан-Францисская епархия
- Филарет (Иоаннидис) (1 июня 1923 — 7 августа 1927) в/у, еп. Чикагский
- Каллист (Папагеоргапулос) (7 августа 1927—1930)

Сан-Францисское викариатство
- Каллист (Папагеоргапулос) (1930 — ноябрь 1940)
- Ириней (Цурунакис) (январь 1941—1944)

Четвёртый округ
- Афинагор (Коккинакис) (1950—1955) еп. Елейский
- Димитрий (Макрис) (1955—1968) еп. Олимпийский
- Мелетий (Триподакис) (1968 — 15 марта 1979) еп. Христианопольский

Сан-Францисская епархия
- Антоний (Герйаннакис) (15 марта 1979 — сентябрь 2002) с 24 ноября 1997 — в/у, митр. Дарданелльский

Сан-Францисская митрополия
- Антоний (Герйаннакис) (сентябрь 2002 — 25 декабря 2004)
- Герасим (Михалеас) (с 22 февраля 2005)

## Викарии
- Иоанн (Константайн), епископ Фокейский (с 19 декабря 2020)

## Монастыри
- Монастырь преподобного Антония Великого (мужской; Флоренc, Аризона)
- Монастырь в честь иконы Божией Матери Живоносный Источник (женский; Данлап, Калифорния)
- Монастырь во имя святого пророка Иоанна Предтечи (женский; Голдендейл, Вашингтон)